# Ренате Фоґель
Ренате Фоґель (нім. Renate Vogel, 30 червня 1955) — німецька плавчиня.
Срібна медалістка Олімпійських Ігор 1972 року. Чемпіонка світу з водних видів спорту 1973 року.